# International Brigade Memorial Trust
La International Brigade Memorial Trust (IBMT) és una organització educativa formada per veterans de l'International Brigade Association, Friends of the l'IBA, representants de la Marx Memorial Library i historiadors especialitzats en la Guerra Civil espanyola.
Els objectius de la IBMT són:
1. Educar la ciutadania en la història del les persones que van lluitar al Batalló Britànic de Brigades Internacionals i als serveis mèdics i de suport al bàndol republicà. En particular, catalogant material històric valuós relacionat amb el present i posant aquest material a disposició del públic.[1]
2. Recordar els caiguts a la Guerra Civil espanyola conservant, mantenint i col·laborant en la construcció de monuments commemoratius.[2]